# Поперечная (Иркутская область)
Поперечная — деревня в Казачинско-Ленском районе Иркутской области России. Входит в состав Казачинского муниципального образования. Находится примерно в 59 км к северо-востоку от районного центра.

## Население
По данным Всероссийской переписи, в 2010 году в деревне проживали 3 человека (2 мужчины и 1 женщина).